# Organic Maps
Organic Maps ist eine quelloffene mobile Karten- und Navigations-Anwendung mit Fokus auf Privatsphäre, Ausführungsgeschwindigkeit und einfacher Bedienbarkeit. Die Anwendung enthält die üblichen Funktionen eines Navigationssystems wie Routen, Radwege, Höhenprofile und eine Suchfunktion. Die Kartendaten stammen aus OpenStreetMap und sind wie bei dem vergleichbaren OsmAnd auch herunterladbar und offline nutzbar. Ein einfacher OpenStreetMap-Editor ist ebenfalls enthalten.

## Funktionsumfang
- Kostenlos[4]
- Keine Werbung, kein Tracking[4]
- Detaillierte weltweite Offline-Karte[4]
- Fahrradrouten, Wanderrouten und Fußwege[4]
- Höhenlinien, Höhenprofile, Maximalhöhen und Steigungen[4]
- Wegbeschreibung für Autos, Radfahrer und Fußgänger, Sprachnavigation
- Schnelle Offline-Suche auf der Karte und in Markierungen
- Export und Import von Kartenmarkierungen im KML/KMZ-Format
- Import von Kartenmarkierungen im GPX-Format
- Dunkler Modus

## Entwicklung
Organic Maps wird von einigen der ursprünglichen Entwickler von Maps.Me (MapsWithMe) entwickelt und ist juristisch in Estland registriert. Die erste Version des Organic Maps-Fork wurde im Juni 2021 veröffentlicht.
Das Projekt wird aktiv weiterentwickelt und veröffentlicht regelmäßig Updates.

## Kritik
Ende 2024 wurde im Hintergrund eine MIT-Lizenz gegen eine Apache 2.0 Lizenz ausgetauscht. Dies wurde erst bekannt, als der Metaserver-Code freigegeben wurde.
Im Geheimen wurde ein Abkommen mit  kayak.com abgeschlossen, um Werbung in die App zu integrieren. Dieses Feature widersprach allerdings den Grundsätzen von Organic Maps. Inzwischen wurde es wieder entfernt.
Aufgrund diesen und mehreren anderen Ereignissen hat sich die Community zerstritten und ist teilweise zu einem Fork namens CoMaps abgewandert, in welchem vor allem Transparenz sowie Entscheidungen der Community im Vordergrund stehen sollen.